# Nicolas de Saint-Saturnin

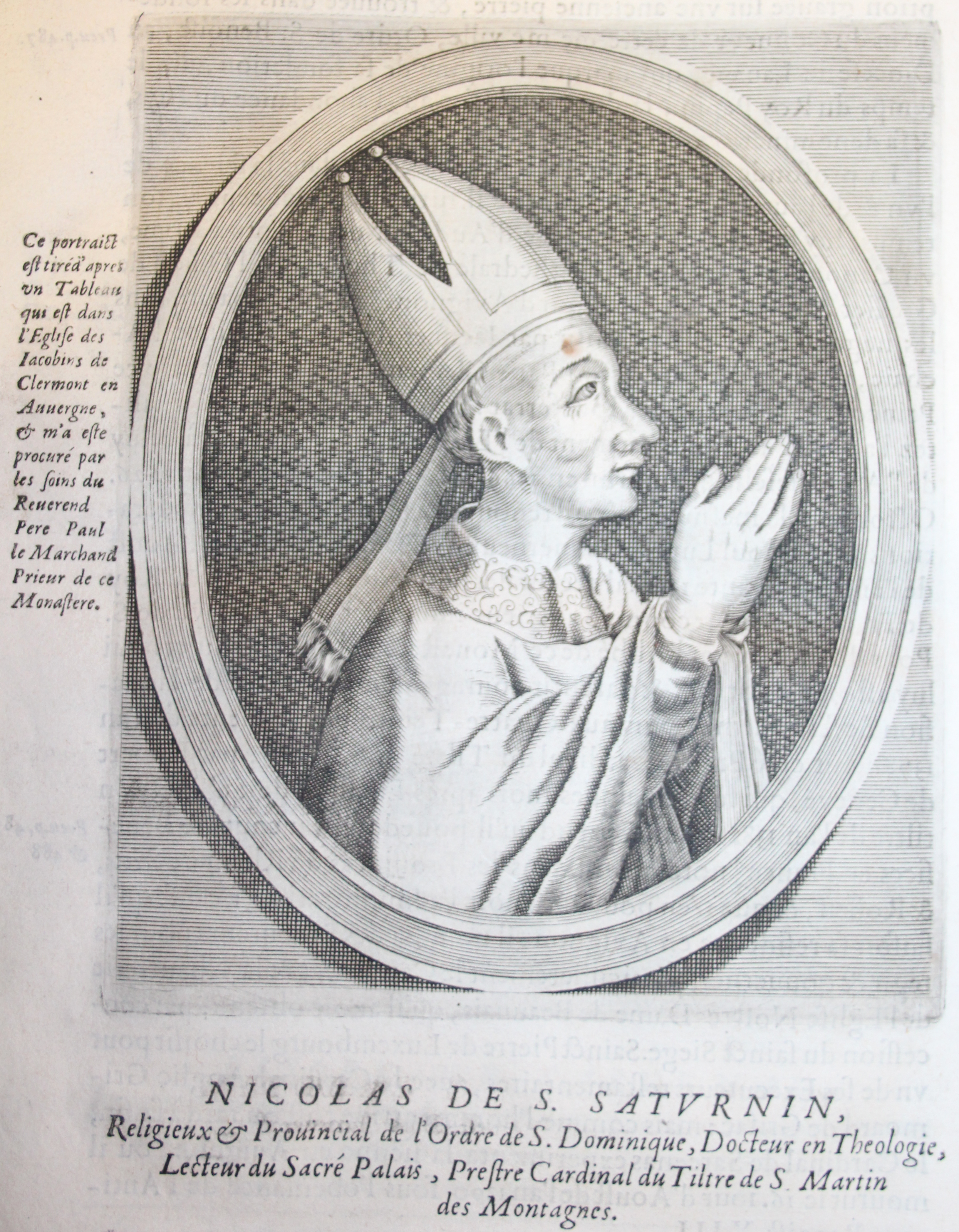

Nicolas de Saint-Saturnin (* zwischen 1330 und 1340 in Saint-Saturnin; † 23. Januar 1382 in Avignon) war ein französischer Geistlicher.
Nicolas trat in Clermont in den Dominikanerorden ein und wurde zum Priester geweiht. Am 24. Juni 1366 wurde er zum Provinzial in Frankreich gewählt, ein Amt, das er neun Jahre innehatte. Am 27. Mai 1372 erhielt er drei Knochenfragmente von Thomas von Aquin. Papst Gregor XI. ernannt ihn zum Magister sacri palatii. Die Papst Urban VI. angebotene Erhebung zum Kardinal lehnte er ab.
Im Juli 1378 war er einer der Delegierten der abtrünnigen Kardinäle auf einer Mission vor dem König von Frankreich. Im darauf folgenden August kehrte er nach Paris zurück und trat der Obedienz von Avignon bei. Gegenpapst Clemens VII. erhob ihn im Konsistorium vom 18. Dezember 1378 in den Rang eines (Pseudo-)Kardinalpriesters und wies ihm die Titelkirche Santi Silvestro e Martino ai Monti zu. Zwischen 26. März 1380 und 1382 war er Apostolischer Administrator von Nizza. Am 10. Juni 1379 reiste er zusammen mit Kardinal Pierre Amiel de Sarcens OSB nach Marseille, bevor der Papst in dieser Stadt eintraf. 1381 wurde er zum Kanzler der Universität von Paris ernannt.
Er wurde seinem Wunsch entsprechend in der Jakobinerkirche von Clermont beigesetzt, Jakobiner ist in Frankreich eine Bezeichnung für die Dominikaner.